# M/S Yngaren
Motorfartyget Yngaren var ett svenskt handelsfartyg som sänktes 1942 i Nordatlanten där 38 man omkom och 2 man räddades.

## Historik
Yngaren var ett av de första svenska lastmotorfartygen i handelsflottan. Hon byggdes i Sunderland till Rederi AB Transatlantic i Göteborg 1921. Vid jultiden 1923 kolliderade Yngaren på Schelde med den danska ångaren S/S Hermod, varvid båda fartygen fick svåra skador. Yngaren fick förstäven bräckt och förpiken vattenfylld, men kunde likväl fortsätta sin resa upp till Norrland. Hon gick sedan ned till Göteborg för lastkomplettering och reparation av kollisionsskadorna. Hermod som var specialbyggd för kolfrakter skulle märkligt nog gå samma katastrofala slut till mötes. Hermod sjönk med man och allt 1927 under en orkan i Nordsjön.

## Torpederingen
I januari 1942 var Yngaren på resa från Halifax, Nova Scotia mot England med last av manganmalm och kopra. Efter avgången saknade man underrättelser från Yngaren under en hel månad. Man antog därför att fartyget gått under med man och allt i Nordatlanten. Den 15 februari meddelades det från London, att två man av Yngarens besättning, den svenske matrosen Yngve Carlstedt och den danske matrosen E.V. Andreasen, räddats från en flotte. Ombord på denna hade de tillbringat närmare en månad drivande på den iskalla Nordatlanten. 